# Giorgio Pes
Giorgio Pes (Roma, 22 luglio 1931 – Roma, 21 luglio 2010) è stato un designer italiano, che, oltre ad occuparsi soprattutto dell'arredamento, si occupava anche di ristrutturazioni e di interior design.

## Biografia
Nacque a Roma da famiglia di origini sarde.

## Cinema
Dopo aver frequentato l'Accademia di Belle Arti di Roma, iniziò la sua attività negli anni sessanta lavorando nel cinema con Gino Brosio che già collaborava con Luchino Visconti. Con lo stesso Visconti lavorò alla scenografia di Boccaccio '70 e de Il Gattopardo occupandosi in particolare degli arredi. Per lo stesso regista realizzò la ristrutturazione della sua villa privata, la Colombaia, ad Ischia.

## Residenze private
Negli anni settanta arredò molte residenze di pregio a Roma, Torino, Milano, Ginevra, in Maremma, a Marbella. Nel 1977 arredò e decorò Palazzo Dario di Venezia. 
Negli anni ottanta lavorò in lussuose residenze sul Lago di Como, a Vienna, ad Hammamet in Tunisia, in Arabia Saudita.

## Palazzi pubblici e i grandi alberghi
Nel 1994 venne chiamato dal Presidente del Consiglio Silvio Berlusconi per restaurare gli ambienti di Palazzo Chigi, sede della Presidenza del Consiglio dei ministri. Per lo stesso Berlusconi ristrutturò la residenza privata a Palazzo Grazioli, sempre in Roma. Negli anni novanta, mentre continuava ad occuparsi di numerose residenze di pregio a Piazza di Spagna e ai Parioli a Roma, a Gstaad in Svizzera, a Orvieto in Umbria, in Toscana a San Casciano dei Bagni, a Portofino, venne chiamato dalla Società Grandi Alberghi di Sicilia per il restauro a Palermo del Grand Hotel Villa Igiea dell'architetto Ernesto Basile, del Grand Hotel et des Palmes e dell'Hotel Excelsior, del San Domenico a Taormina.

## Ville romane e i grandi eventi
Nel 2001 venne di nuovo convocato da Berlusconi per il restauro degli interni di Villa Madama a Monte Mario e della Palazzina dell'Algardi a Villa Doria Pamphilj. Per il Ministero dell'interno curò l'arredo delle stanze al Palazzo del Viminale. Sempre per la Presidenza del Consiglio si occupò, con i suoi collaboratori, dell'allestimento di grandi eventi come il Vertice Nato-Russia a Pratica di Mare nel 2002 e del semestre di Presidenza Italiana del Consiglio Europeo nel 2003. Nel 2004 curò l'allestimento della firma del Trattato della Costituzione Europea nel Palazzo del Campidoglio di Roma.
Nel 2005 ha pubblicato un libro edito dalla Mondadori in cui descrive le opere di arredatore realizzate nel lungo percorso della sua attività, grazie anche allo staff di fidati collaboratori che non manca di menzionare.   
Muore a Roma il 21 luglio del 2010 (il giorno prima del suo compleanno) all'età di 78 anni.